# Gambrinus liga 2006/07
De Gambrinus liga 2006/07 was het veertiende seizoen van het Tsjechisch nationaal voetbalkampioenschap. Het ging van start op 29 juli 2006 en eindigde op 27 mei 2007.

## Clubs
16 clubs speelden het seizoen 2006/07 in de Gambrinus liga. Uit Praag komen twee clubs. De regio's Karlsbad, Hradec Králové, Pardubice en Vysočina leverden dit seizoen geen clubs op het hoogste niveau.
| Club                       | Stad               | Stadion                          | Afbeelding | Opening | Capaciteit |
| -------------------------- | ------------------ | -------------------------------- | ---------- | ------- | ---------- |
| FC Baník Ostrava           | Ostrava            | Bazaly                           |            | 1959    | 17.372     |
| 1. FC Brno                 | Brno               | Městský fotbalový stadion Srbská |            | 1949    | 8065       |
| SK Dynamo České Budějovice | České Budějovice   | E-on stadion                     |            | 1940    | 7000       |
| FK Jablonec 97             | Jablonec nad Nisou | Stadion Střelnice                |            | 1955    | 6222       |
| SK Kladno                  | Kladno             | Stadion Františka Kloze          |            | 1914    | 4000       |
| FK Marila Příbram          | Příbram            | Na Litavce                       |            | 1955    | 9100       |
| FK Mladá Boleslav          | Mladá Boleslav     | Městský stadion Mladá Boleslav   |            | 2005    | 5000       |
| FK SIAD Most               | Most               | Letní stadion                    |            | 1961    | 7500       |
| SK Sigma Olomouc           | Olomouc            | Andrův stadion                   |            | 1940    | 12.072     |
| SK Slavia Praag            | Břevnov, Praag     | Stadion Evžena Rošického         |            | 1926    | 19.336     |
| 1. FC Slovácko             | Uherské Hradiště   | Městský fotbalový stadion Stonky |            | 1926    | 8121       |
| FC Slovan Liberec          | Liberec            | Stadion u Nisy                   |            | 1934    | 9900       |
| AC Sparta Praag            | Bubeneč, Praag     | Toyota Arena                     |            | 1917    | 20.565     |
| FK Teplice                 | Teplice            | Stadion Na Stínadlech            |            | 1973    | 18.221     |
| FC Tescoma Zlín            | Zlín               | Stadion Letná                    |            | 1926    | 6375       |
| FC Viktoria Pilsen         | Pilsen             | Stadion města Plzně              |            | 1955    | 7475       |

## Eindstand
|     | Club                        | WG | W  | G  | V  | DV | DT | P  |                                                |
| --- | --------------------------- | -- | -- | -- | -- | -- | -- | -- | ---------------------------------------------- |
| 1.  | AC Sparta Praag3            | 30 | 18 | 8  | 4  | 44 | 20 | 62 | Derde voorronde UEFA Champions League 2007/08  |
| 2.  | SK Slavia Praag             | 30 | 17 | 7  | 6  | 44 | 23 | 58 | Tweede voorronde UEFA Champions League 2007/08 |
| 3.  | FK Mladá Boleslav           | 30 | 17 | 7  | 6  | 48 | 27 | 58 | Eerste ronde UEFA Cup 2007/08                  |
| 4.  | FC Slovan Liberec1          | 30 | 16 | 10 | 4  | 44 | 22 | 58 | Tweede ronde Intertoto Cup 2007                |
| 5.  | 1. FC Brno                  | 30 | 13 | 7  | 10 | 34 | 32 | 46 |                                                |
| 6.  | FC Viktoria Pilsen          | 30 | 12 | 10 | 8  | 35 | 29 | 46 |                                                |
| 7.  | FC Baník Ostrava            | 30 | 12 | 10 | 8  | 43 | 33 | 46 |                                                |
| 8.  | FK Teplice                  | 30 | 11 | 9  | 10 | 44 | 39 | 42 |                                                |
| 9.  | FK Jablonec 974             | 30 | 9  | 11 | 10 | 31 | 32 | 38 | Tweede voorronde UEFA Cup 2007/08              |
| 10. | SK Dynamo České Budějovice2 | 30 | 9  | 7  | 14 | 28 | 46 | 34 |                                                |
| 11. | SK Kladno2                  | 30 | 7  | 10 | 13 | 23 | 37 | 31 |                                                |
| 12. | FK SIAD Most                | 30 | 5  | 16 | 9  | 31 | 41 | 31 |                                                |
| 13. | FC Tescoma Zlín             | 30 | 5  | 12 | 13 | 21 | 34 | 27 |                                                |
| 14. | SK Sigma Olomouc            | 30 | 6  | 8  | 16 | 29 | 43 | 26 |                                                |
| 15. | FK Marila Příbram           | 30 | 3  | 12 | 15 | 15 | 37 | 21 | Degradatie naar de Druhá liga                  |
| 16. | 1. FC Slovácko              | 30 | 3  | 10 | 17 | 20 | 39 | 19 | Degradatie naar de Druhá liga                  |

1 FC Slovan Liberec was in dit seizoen de titelverdediger. 

2 SK Dynamo České Budějovice en SK Kladno waren in dit seizoen nieuwkomers, zij speelden in het voorgaande seizoen niet op het hoogste niveau van het Tsjechische voetbal. 

3 AC Sparta Praag was de winnaar van de Tsjechische beker van dit seizoen. 

4 FK Jablonec 97 was verliezend finalist in de Tsjechische beker en verkreeg een startbewijs voor de tweede voorronde van de UEFA Cup omdat bekerwinnaar AC Sparta Praag zich via de competitie al had geplaatst voor de derde voorronde van de Champions League.

## Statistieken

### Topscorers
16 doelpunten
- Luboš Pecka (FK Mladá Boleslav)

13 doelpunten
- Edin Džeko (FK Teplice)
- David Střihavka (FC Baník Ostrava)

12 doelpunten
- Libor Došek (AC Sparta Praag)

11 doelpunten
- Stanislav Vlček (SK Slavia Praag)
- Luděk Zelenka (1. FC Brno)

9 doelpunten
- Tomáš Krbeček (FC Viktoria Pilsen)
- Vojtěch Schulmeister (SK Sigma Olomouc)

8 doelpunten
- František Rajtoral (FC Baník Ostrava)

7 doelpunten
- Martin Fillo (FC Viktoria Pilsen)
- Pavel Fořt (SK Slavia Praag)
- Marek Kulič (AC Sparta Praag 7 / FK Mladá Boleslav 0)
- Jan Kysela (FK Mladá Boleslav)
- David Lafata (FK Jablonec 97)
- Ladislav Volešák (SK Dynamo České Budějovice)

### Assists
10 assists
- Petr Papoušek (FC Slovan Liberec)

8 assists
- Stanislav Vlček (SK Slavia Praag)
- Marek Kulič (FK Mladá Boleslav 7 / AC Sparta Praag 1)
- Tomáš Polách (1. FC Brno)
- Ivan Hodúr (FC Slovan Liberec)

7 assists
- Martin Lukeš (FC Baník Ostrava)
- Michal Doležal (FK Teplice)
- Tomáš Poláček (FK Mladá Boleslav)
- Michal Gašparik (FK SIAD Most)

6 assists
- Marek Matějovský (FK Mladá Boleslav)
- Adam Varadi (FC Baník Ostrava)
- Milan Ivana (1. FC Slovácko)
- Jan Svátek (SK Dynamo České Budějovice 3 / FK Jablonec 97 3)

1993/94 · 1994/95 · 1995/96 · 1996/97 · 1997/98 · 1998/99 · 1999/00 · 2000/01 · 2001/02 · 2002/03 · 2003/04 · 2004/05 · 2005/06 · 2006/07 · 2007/08 · 2008/09 · 2009/10 · 2010/11 · 2011/12 · 2012/13 · 2013/14 · 2014/15 · 2015/16 · 2016/17 · 2017/18 · 2018/19 · 2019/20 · 2020/21 · 2021/22 · 2022/23 · 2023/24
Nationale competities:
Armenië · België · Bosnië en Herzegovina · Bulgarije · Cyprus · Denemarken · Duitsland · Engeland · Estland · Finland · Frankrijk · Griekenland · Hongarije · IJsland · Ierland · Israël · Italië · Kazakhstan · Kroatië · Letland · Luxemburg · Montenegro · Nederland · Noorwegen · Oekraïne · Oostenrijk · Polen · Portugal · Roemenië · Rusland · San Marino · Schotland · Servië · Slovenië · Slowakije · Spanje · Tsjechië · Turkije · Zweden · Zwitserland
Europese competities: Super Cup 2007 · Intertoto Cup 2006 · Champions League · UEFA Cup